# Fiodor Brovko
Fiodor Brovko (în rusă Фёдор Григорьевич Бровко; n. 3/16 mai 1904 – d. 24 ianuarie 1960) a fost un lider comunist din RSS Moldovenească, care a îndeplinit funcțiile de președinte al Sovietului Comisarilor Poporului din RSSA Moldovenească (1938–1940) și apoi pe cea de președinte al Prezidiului Sovietului Suprem al RSS Moldovenească (1941–1951).

## Biografie
Fiodor Brovko s-a născut la data de 3/16 mai 1904 în satul Popencu (de pe malul stâng al Nistrului, astăzi în raionul Rîbnița din Republica Moldova), într-o familie de țărani săraci. A devenit membru al PCUS din 1927, absolvind trei ani mai târziu cursurile Școlii de partid din Balta și a fost un  activist comunist.
Între anii 1930–1936 a fost numit șef al secției de propagandă și agitație la Comitetele raionale Dubăsari, Kotovsk și Slobozia din cadrul Partidului Comunist Ucrainean (din RSSA Moldovenească). Între anii 1937–1938 a deținut și funcția de prim-secretar al Comitetului raional Slobozia al PC din Ucraina. Apoi, în perioada 1938-1951 este membru al Comitetului regional din Moldova al PC din Ucraina, apoi membru al CC și membru al Biroului CC al PC al Moldovei.
În perioada 1938–1940, Fiodor Brovko a îndeplinit funcția de președinte al Sovietului Comisarilor Poporului din RSSA Moldovenească, după ce fusese o scurtă perioadă prim-vicepreședinte. La data de 3 august 1940 a fost numit în funcția de președinte al Prezidiului Sovietului Suprem al RSS Moldovenească, deținând această funcție până la 28 martie 1951. În această perioadă, el a locuit într-o casă cu curte de pe Strada Mihai Kogălniceanu, nr. 83, din Chișinău, casă declarată astăzi monument de arhitectură locală.
În august 1940, după anexarea Basarabiei de către URSS, conducerea RSS Moldovenești (secretarul Comitetului regional al PCUS, Piotr Borodin, președintele Sovietului Comisarilor Poporului, Tihon Konstantinov, și Președintele Prezidiului Sovietului Suprem, Fiodor Brovko) a propus ca frontiera de sud a RSS Moldovenești să fie demarcată cu includerea în componența Moldovei a plaselor Reni, Bolgrad, Ismail, a județului Akerman, toate cu o populație majoritară moldovenească/ românească. Din păcate, Stalin nu a ținut cont de argumentația lor.
În anul 1943, la Plenara a III-a a C.C. a Partidului Comunist din Moldova, Fiodor Brovko afirma că: „Intelectualitatea a fost izgonită de români și populația este supusă, docilă; orice colhoznic din U.R.S.S. își poate găsi aici de lucru în orice domeniu.” 
Refugiat după eliberarea Basarabiei de către armata română, el a revenit în martie 1944, alături de Armata Roșie, la Soroca, unde s-au stabilit organele sovietice, menite să administreze pământurile românești recucerite, împreună cu întreg prezidiul Sovietului Suprem al RSSM.
În afară de funcția de președinte al Prezidiului Sovietului Suprem al RSS Moldovenești, Brovko a fost în paralel și membru al Biroului Politic al Partidului Comunist din RSS Moldovenească, având în subordonare Ministerele Industriei, Agriculturii și Muncii din RSS Moldovenească. De asemenea, a fost ales ca deputat al poporului în Sovietul Suprem al URSS și al RSSM în legislaturile 1, 2 și 3. A fost decorat cu Ordinul Lenin și cu Ordinul Drapelul Roșu de Muncă.
La data de 28 martie 1951 a fost eliberat din toate funcțiile politice deținute și, în perioada 1951-1958, a lucrat la Ministerul Industriei cărnii și produselor lactate, la Ministerul industriei forestiere și la Ministerul asigurărilor sociale al RSSM.
Fiodor Brovko a încetat din viață la data de 24 ianuarie 1960, în municipiul Chișinău.

## Distincții
- Ordinul Lenin (1956)
- Ordinul Steagul Roșu al Muncii